# إبسيلون النهر

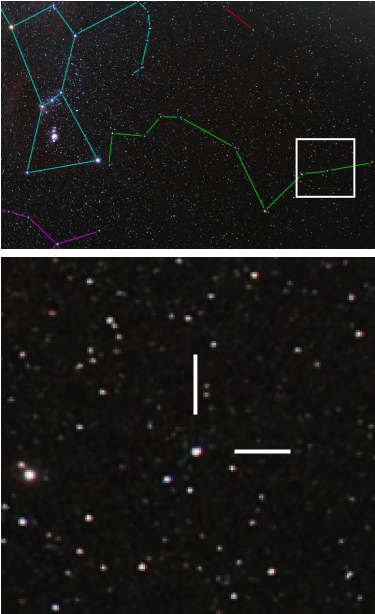
أعلاه ، تم تحديد الجزء الشمالي من كوكبة Eridanus باللون الأخضر ، بينما يظهر Orion باللون الأزرق. أدناه ، يظهر منظر مكبر للمنطقة في المربع الأبيض موقع إبسيلون إيريداني عند تقاطع الخطين.

إيبسيلون إيريداني هو نجم يتبع الكوكبة الجنوبية لكوكبة النهر. ويبلغ ميله 9.46° من خط الاستواء السماوي. مما يتيح إمكانية رؤيته من معظم أجزاء الكرة الأرضية.